# Cyclophora ocellaria
Cyclophora ocellaria är en fjärilsart som beskrevs av Jacob Hübner 1798. Cyclophora ocellaria ingår i släktet Cyclophora och familjen mätare. Inga underarter finns listade i Catalogue of Life.